# Colorless green ideas sleep furiously

Análisis de la frase inglesa original de "las ideas verdes incoloras duermen furiosamente" según la Teoría de la X'.

«Colorless green ideas sleep furiously» (en español: «Las ideas verdes incoloras duermen furiosamente») es una oración en idioma inglés creada por Noam Chomsky en su obra Estructuras sintácticas (1957) como ejemplo de una oración que es gramaticalmente correcta, con una forma lógica, pero semánticamente sin sentido. Estos conceptos fueron utilizados por primera vez en su tesis doctoral La estructura lógica de la teoría lingüística, de 1955. Aunque la oración sea gramaticalmente correcta, no es posible derivar un significado obvio y comprensible de ella, demostrando, de este modo, la distinción entre la sintaxis y la semántica. Siendo un ejemplo de error categorial, esta construcción fue usada para demostrar que el, por aquel entonces, famoso modelo probabilístico de gramática era inadecuado, así como la necesidad de crear un modelo más estructurado.

## Explicación
La oración completa es la siguiente:
1. Las ideas verdes incoloras duermen furiosamente - en inglés: colorless green ideas sleep furiously.
2. Furiosamente duermen las ideas verdes incoloras - en inglés: *furiously sleep ideas green colorless.

Es de suponer que ni la oración 1 ni la 2, ni la combinación de cualquiera de sus componentes, se han dado nunca en la lengua inglesa. Así, en cualquier modelo estadístico de gramaticalidad, estas oraciones serían descartadas por los mismos motivos al estar igual de "apartadas" del inglés. No obstante, aunque la oración número 1 carezca de sentido, la oración número 2 no es gramaticalmente correcta (en inglés).
Mientras la carencia de sentido de esta oración se considera fundamental para entender los conceptos de Chomsky, él únicamente se apoyaba en que estas oraciones nunca se habían producido. De este modo, incluso si alguien le quisiera encontrar un significado coherente a la oración, la  gramaticalidad de la misma es correcta a pesar de que haya sido la primera vez que alguien produce esta oración o cualquiera de sus partes en tal combinación. Esta fue utilizada como contraejemplo de la idea de que el motor del lenguaje estaba fundamentado en modelos estadísticos, tales como  la cadena de Markov o simples estadísticas de unas palabras detrás de otras.

## Intentos de interpretación del sentido
Se le puede dar una interpretación a la frase por medio de la polisemia. En inglés, tanto “verdes” como “incoloras” tienen sentidos figurados que hacen que  “incoloras” sea interpretada como "anodinas" y “verdes” como "inmaduras". Así, la oración puede ser interpretada como "las ideas anodinas inmaduras tienen violentas pesadillas", una oración con una semántica menos ambigua. En particular, la oración también puede tener un sentido legítimo si “verdes” se interpreta como "de reciente formación" y “duermen” puede utilizarse para expresar letargo mental o verbal. Una oración equivalente sería "las ideas insulsas de reciente creación son inexpresables de modo exasperante." 
Algunos escritores han intentado dar sentido a la oración a través de su contexto, el primero de los cuales fue escrito por el lingüista chino Yuen Ren Chao. En 1985 en la Universidad de Stanford, en California, se celebró una competición literaria en la que los participantes debían dar un sentido a la oración de Chomsky con no más de 100 palabras en prosa o 14 líneas en verso. Un ejemplo, propuesto por C.M. Street, es el siguiente:
"Tan solo puede ser el pensamiento del verdor acercándose lo que nos hace comprar en otoño estos pedazos blancos de materia vegetal cubiertos de una cáscara marrón como de papel y plantarlos y cuidarlos con mucho cariño. Me maravilla saber que bajo esta cubierta estén trabajando, sin ser vistos, a tal ritmo que nos regalarán una repentina y maravillosa belleza de florecientes bulbos primaverales. Mientras reina el invierno, reposa la tierra, pero estas ideas verdes incoloras duermen furiosamente".

## Desafíos estadísticos
Fernando Pereira, de la Universidad de Pensilvania, aplicó un sencillo modelo estadístico de Markov al cuerpo del texto de un periódico y mostró que bajo este modelo, la oración inglesa "furiosamente duermen las ideas verdes incoloras" era alrededor de 200 000 veces menos probable que "las ideas verdes incoloras duermen furiosamente".
Este modelo estadístico utiliza una métrica de similitud, mediante la cual, a las oraciones que son más similares, en algunos aspectos, a aquellas que aparecen en un corpus, se les asignan valores mayores que a las oraciones menos similares. El modelo de Pereira asigna a una versión gramaticalmente incorrecta de la misma oración una probabilidad menor que a la forma sintácticamente correcta, demostrando que los modelos estadísticos pueden aprender distinciones de gramaticalidad con supuestos lingüísticos mínimos. No obstante, no está claro que dicho modelo asigne a cada oración gramaticalmente incorrecta una probabilidad menor que a cada oración gramaticalmente correcta. Es decir, la oración "las ideas verdes incoloras duermen furiosamente" podría estar todavía más "apartada" del inglés que algunas oraciones gramaticalmente incorrectas. Al respecto se podría argumentar que ninguna teoría gramatical actual es capaz de diferenciar todas las oraciones inglesas gramaticalmente correctas de las incorrectas.

## Ejemplos similares
Al menos hay un ejemplo previo de este tipo de oraciones y probablemente haya muchos más. El pionero francés experto en sintaxis Lucien Tesnière creó la oración en francés "le silence vertébral indispose la voile licite", que se podría traducir como "el silencio vertebral indispone la vela lícita".
El juego del cadáver exquisito, de 1925, es un método para crear oraciones sin sentido. Su nombre proviene de la primera oración que se creó: "Le cadavre exquis boira le vin nouveau", que se traduciría como "el cadáver exquisito beberá el vino nuevo".
En el juego de mad libs, se elige un jugador que se encarga de pedir a cada uno de los jugadores restantes que aporten palabras con una categoría gramatical específica sin dar ninguna información sobre el contexto, por ejemplo: "Di un nombre propio" o "di un adjetivo". Las palabras se insertan en oraciones, previamente escritas, que tengan una estructura gramatical correcta pero en las que se hayan omitido ciertas palabras. Lo divertido del juego se encuentra en la construcción de oraciones que sean gramaticalmente correctas pero que no tengan sentido o bien que tengan un significado absurdo o ambiguo como "tiburones escandalosos". Con el juego también suelen construirse dobles sentidos graciosos.
No cabe duda de que hay ejemplos más antiguos de oraciones como estas, posiblemente en la bibliografía sobre filosofía del lenguaje, pero que no se libran necesariamente de polémica, dado que la tendencia ha sido a centrarse en casos límite. Por ejemplo, los seguidores del positivismo lógico sostenían que los enunciados "metafísicos", es decir, no demostrables empíricamente, simplemente carecen de sentido. Por ejemplo, Rudolf Carnap escribió un artículo en el que argumentaba que casi todas las oraciones de Heidegger eran gramaticalmente correctas pero carentes de sentido. No es de extrañar que algunos filósofos no defensores del positivismo lógico no compartieran tal afirmación.
El filósofo Bertrand Russell utilizó la oración "quadruplicity drinks procrastination" - que se traduciría como "la cuadruplicidad bebe procrastinación" - para demostrar algo parecido. W.V. Quine le rebatió su argumento basándose en que para que una oración sea falsa basta con que no sea verdadera y puesto que la cuadruplicidad no bebe nada, la oración es simplemente falsa, que no carente de sentido.
Los ejemplos de Tesnière y Chomsky son los que menos polémica han generado en cuanto a su carencia de sentido, siendo el ejemplo de Chomsky, con diferencia, el más famoso.
John Hollander escribió un poema titulado "Coiled Alizarine" que aparece en su libro The Night Mirror. Este poema acaba con la oración de Chomsky.
Clive James escribió un poema titulado "A Line and a Theme from Noam Chomsky", que aparece en su libro "Other Passports: Poems 1958-1985". Éste comienza con la segunda oración sin sentido de Chomsky y analiza la Guerra de Vietnam.
Otro enfoque consiste en crear una oración sintácticamente correcta y fácil de analizar usando palabras que no signifique nada. Un famoso ejemplo es: "The gostak distims the doshes". El poema Jabberwocky, de Lewis Carroll, también es famoso por usar esta técnica, aunque es en este caso con propósitos literarios. En las escuelas rusas de lingüística el ejemplo del "glokaya kuzdra" tiene características similares.
Otras "construcciones sin sentido" que pueden ser discutibles son aquellas que tienen sentido y que son gramaticalmente correctas pero no concuerdan con la realidad actual como "el rey de Francia es calvo", ya que hoy en día no hay rey en Francia (véase teoría de las descripciones).